# 536 Merapi
536 Merapi eller 1904 OF är en stor asteroid i huvudbältet, som upptäcktes 11 maj 1904 av den amerikanske astronomen George Henry Peters i Washington, D.C.. Den är uppkallad efter vulkanen Merapi.
Asteroiden har en diameter på ungefär 147 kilometer och tillhör asteroidgruppen Cybele.